# 同期之櫻
《同期之櫻》（日语：／）是太平洋戰爭時流傳於日本海軍的一首愛國歌曲。

## 概略
因〈同期之櫻〉的詞曲貼近當時的時局氛圍，因此該曲廣泛流傳於大日本帝國陸軍與大日本帝國海軍。尤其在戰爭末期於特攻隊隊員之間流傳，成為當時日本具代表性的軍歌，因此經常出現於戰爭片之中。歌詞的主要寓意與神風特攻隊有一定的關聯性，歌詞中的櫻花象徵隊員就像花期依樣綻放和謝去，一同為天皇與國家犧牲其正值青春年華的人生。1945年（昭和20年）6月29日和8月4日，內田榮一在電台節目演唱該曲，可以說是其已知最早的記錄。戰後，許多曾經在日軍入伍受訓或參戰者往往會憶起此曲，並在與同袍再度見面或緬懷往日時哼起此曲。

## 歌詞
| 原文歌詞                                                                                            | 直译 |
| --------------------------------------------------------------------------------------------------- | --- |
| 貴様と俺とは 同期の桜 同じ兵学校の 庭に咲く 咲いた花なら 散るのは覚悟 みごと散りましょ 国のため     | 你和我是同一期的樱花 在同一所军校的庭院中绽放 既然是盛放的花朵，便要有凋落的觉悟 为了祖国，壮丽地凋落罢 |
| 貴様と俺とは 同期の桜 同じ兵学校の 庭に咲く 血肉分けたる 仲ではないが なぜか気が合うて 別れられぬ   | 你和我是同一期的樱花 在同一所军校的庭院中绽放 虽然不是血肉相连的至亲 却情投意合，无法分离               |
| 貴様と俺とは 同期の桜 同じ航空隊の 庭に咲く 仰いだ夕焼け 南の空に 未だ還らぬ 一番機                 | 你和我是同一期的樱花 在同一个航空队的庭院中开放 仰望着晚霞映照的南方天空 仍旧没有队长机的音讯           |
| 貴様と俺とは 同期の桜 同じ航空隊の 庭に咲く あれほど誓った その日も待たず なぜに死んだか 散ったのか | 你和我是同一期的樱花 在同一个航空队的庭院中开放 连相互约定的日子都未等到 为何就这样死去、凋零了呢       |
| 貴様と俺とは 同期の桜 離れ離れに 散ろうとも 花の都の 靖国神社 春の梢に 咲いて会おう                 | 你和我是同一期的樱花 纵使凋落，分散四方 仍将在花开之都的靖国神社里 于春日的树梢上，再度相会、绽放       |

## 其他
「同期之櫻」一詞也出現於其他與戰爭較無聯的情境裡，如戰後時期臺灣民主運動中林世煜曾提到其與鄭南榕是「同期之櫻」，又如林炳炎在其著作中用之比喻建築物。

## 模仿歌曲
1976年（昭和51年），日本職棒讀賣巨人隊在長嶋茂雄第一次擔任監督時獲得聯賽冠軍，王貞治、張本勳、柴田勳等選手在慶祝活動上輪流演唱模仿同期之櫻的「巨人之櫻」。

## 外部連結
- 同期の桜 (同期之櫻)，日羅漢對照 - TaiwanYes

## 延伸閱讀
- 歌唱「同期之櫻」的老人們，陳映真，臺北：聯合報，1996
- 同期之櫻 - 中山美麗之島 （页面存档备份，存于）
- 政治的歌聲：同期之櫻，李拓梓， 自由評論網，2015-08-06 （页面存档备份，存于）